# Liotyphlops caissara
Liotyphlops caissara — вид змій родини американських сліпунів (Anomalepididae). Ендемік Бразилії.

## Поширення й екологія
Liotyphlops caissara відомі за двома зразками, зібраними на островах Анчіета та Ільябела біля узбережжя Бразилії у штаті Сан-Паулу. Вони живуть у густих вологих атлантичних лісах. Ведуть риючий спосіб життя, живляться яйцями й лялечками мурах.